# Ferjani Sassi
Ferjani Sassi (Ariana, 18 maart 1992) is een Tunesisch voetballer die doorgaans speelt als middenvelder. In juli 2023 verruilde hij Al-Duhail voor Al-Gharafa. Sassi maakte in 2013 zijn debuut in het Tunesisch voetbalelftal.

## Clubcarrière
Sassi speelde in de opleiding van Stade Tunisien. Uiteindelijk brak hij door bij CS Sfaxien, waar hij in 2010 zijn debuut maakte in de hoofdmacht. In zijn eerste optreden kwam de middenvelder ook direct tot scoren. Vanaf het seizoen 2011/12 kwam Sassi steeds vaker in actie in competitieverband en een jaar later kroonde Sfaxien zich ook tot Tunesisch landskampioen.
In januari 2015 verkaste de Tunesisch international naar het Franse FC Metz, waar hij zijn handtekening zette onder een verbintenis voor de duur van drieënhalf jaar. In de Ligue 1 speelde hij dertien wedstrijden, waarin hij eenmaal wist te scoren. Dat seizoen degradeerde Metz naar de Ligue 2, waarin Sassi het seizoen erop uitkwam. In de zomer van 2016 keerde de middenvelder terug naar Tunesië, waar hij ging spelen voor Espérance Tunis.
De Tunesiër verkaste in januari 2018 naar Al-Nassr. Na een halfjaar vertrok de middenvelder weer, om voor Al-Zamalek te gaan spelen. Medio 2021 nam Al-Duhail de middenvelder over. Twee seizoenen later stapte Sassi over naar competitiegenoot Al-Gharafa.

## Clubstatistieken
| Seizoen | Club            | Competitie       | Competitie | Competitie | Beker | Beker | Internationaal | Internationaal | Totaal | Totaal |
| Seizoen | Club            | Competitie       | Wed.       | Dlp.       | Wed.  | Dlp.  | Wed.           | Dlp.           | Wed.   | Dlp.   |
| ------- | --------------- | ---------------- | ---------- | ---------- | ----- | ----- | -------------- | -------------- | ------ | ------ |
| 2010/11 | CS Sfaxien      | Liga I Pro       | 2          | 1          | 0     | 0     | —              | —              | 2      | 1      |
| 2011/12 | CS Sfaxien      | Liga I Pro       | 23         | 1          | 2     | 0     | —              | —              | 25     | 1      |
| 2012/13 | CS Sfaxien      | Liga I Pro       | 18         | 2          | 0     | 0     | —              | —              | 18     | 2      |
| 2013/14 | CS Sfaxien      | Liga I Pro       | 29         | 4          | 5     | 0     | 11             | 1              | 45     | 5      |
| 2014/15 | CS Sfaxien      | Liga I Pro       | 11         | 0          | 0     | 0     | —              | —              | 11     | 0      |
| 2014/15 | FC Metz         | Ligue 1          | 13         | 1          | 1     | 0     | —              | —              | 14     | 1      |
| 2015/16 | FC Metz         | Ligue 2          | 26         | 0          | 0     | 0     | —              | —              | 26     | 0      |
| 2016/17 | Espérance Tunis | Ligue I Pro      | 24         | 3          | 7     | 0     | 10             | 2              | 41     | 5      |
| 2017/18 | Espérance Tunis | Ligue I Pro      | 15         | 4          | 0     | 0     | —              | —              | 15     | 4      |
| 2017/18 | Al-Nassr        | Saudi Pro League | 8          | 0          | 1     | 0     | —              | —              | 9      | 0      |
| 2018/19 | Al-Zamalek      | Premier League   | 23         | 7          | 5     | 0     | 11             | 2              | 39     | 9      |
| 2019/20 | Al-Zamalek      | Premier League   | 22         | 2          | 2     | 1     | 12             | 1              | 36     | 4      |
| 2020/21 | Al-Zamalek      | Premier League   | 19         | 3          | 2     | 0     | 6              | 0              | 27     | 3      |
| 2021/22 | Al-Duhail       | Stars League     | 18         | 0          | 4     | 3     | 2              | 1              | 24     | 4      |
| 2022/23 | Al-Duhail       | Stars League     | 17         | 3          | 7     | 3     | —              | —              | 24     | 6      |
| 2023/24 | Al-Gharafa      | Stars League     | 21         | 6          | 7     | 2     | —              | —              | 28     | 8      |
| 2024/25 | Al-Gharafa      | Stars League     | 22         | 5          | 5     | 1     | 8              | 3              | 35     | 9      |
| Totaal  | Totaal          | Totaal           | 311        | 42         | 48    | 10    | 60             | 10             | 419    | 62     |

Bijgewerkt op 22 juli 2025.

## Interlandcarrière
Sassi maakte zijn debuut in het Tunesisch voetbalelftal op 8 juni 2013, toen met 2–2 gelijkgespeeld werd van Sierra Leone. Sassi mocht van bondscoach Nabil Maâloul in de basis starten en hij speelde het gehele duel mee. Zijn eerste doelpunt volgde in interland nummer zeven op 15 oktober 2014. In de kwalificatiereeks voor het Afrikaans kampioenschap 2015 viel Sassi in de tweeënzestigste minuut in voor Wahbi Khazri. In de vierde minuut van de blessuretijd tekende hij voor de enige treffer in het duel, waardoor Tunesië de drie punten binnenhaalde. Met Tunesië deed de middenvelder mee aan de Afrikaanse kampioenschappen in 2015 en 2017.
In november 2022 werd Sassi door bondscoach Jalel Kadri opgenomen in de selectie van Tunesië voor het WK 2022. Tijdens dit WK werd Tunesië uitgeschakeld in de groepsfase na een gelijkspel tegen Denemarken, een nederlaag tegen Australië en een zege op Frankrijk. Sassi kwam in twee duels in actie.
| Interlands van Ferjani Sassi voor Tunesië | Interlands van Ferjani Sassi voor Tunesië | Interlands van Ferjani Sassi voor Tunesië | Interlands van Ferjani Sassi voor Tunesië | Interlands van Ferjani Sassi voor Tunesië | Interlands van Ferjani Sassi voor Tunesië | Interlands van Ferjani Sassi voor Tunesië |
| №                                         | Datum                                     | Wedstrijd                                 | Uitslag                                   | Competitie                                | Goals                                     |                                           |
| Als speler bij CS Sfaxien                 | Als speler bij CS Sfaxien                 | Als speler bij CS Sfaxien                 | Als speler bij CS Sfaxien                 | Als speler bij CS Sfaxien                 | Als speler bij CS Sfaxien                 | Als speler bij CS Sfaxien                 |
| ----------------------------------------- | ----------------------------------------- | ----------------------------------------- | ----------------------------------------- | ----------------------------------------- | ----------------------------------------- | ----------------------------------------- |
| 1                                         | 8 juni 2013                               | Sierra Leone – Tunesië                    | 2 – 2                                     | WK 2014 kwalificatie                      |                                           |                                           |
| 2                                         | 6 juli 2013                               | Tunesië – Marokko                         | 0 – 1                                     | Vriendschappelijk                         |                                           |                                           |
| 3                                         | 13 juli 2013                              | Marokko – Tunesië                         | 0 – 0                                     | Vriendschappelijk                         |                                           |                                           |
| 4                                         | 7 september 2013                          | Tunesië – Kaapverdië                      | 3 – 0                                     | WK 2014 kwalificatie                      |                                           |                                           |
| 5                                         | 5 maart 2014                              | Colombia – Tunesië                        | 1 – 1                                     | Vriendschappelijk                         |                                           |                                           |
| 6                                         | 6 september 2014                          | Tunesië – Botswana                        | 2 – 1                                     | AK 2015 kwalificatie                      |                                           |                                           |
| 7                                         | 10 september 2014                         | Egypte – Tunesië                          | 0 – 1                                     | AK 2015 kwalificatie                      |                                           |                                           |
| 8                                         | 15 oktober 2014                           | Tunesië – Senegal                         | 1 – 0                                     | AK 2015 kwalificatie                      | 90+4'                                     |                                           |
| 9                                         | 14 november 2014                          | Botswana – Tunesië                        | 0 – 0                                     | AK 2015 kwalificatie                      |                                           |                                           |
| 10                                        | 19 november 2014                          | Tunesië – Egypte                          | 2 – 1                                     | AK 2015 kwalificatie                      |                                           |                                           |
| Als speler bij FC Metz                    |                                           |                                           |                                           |                                           |                                           |                                           |
| 11                                        | 11 januari 2015                           | Tunesië – Algerije                        | 1 – 1                                     | Vriendschappelijk                         |                                           |                                           |
| 12                                        | 22 januari 2015                           | Zambia – Tunesië                          | 1 – 2                                     | AK 2015                                   |                                           |                                           |
| 13                                        | 26 januari 2015                           | Congo-Kinshasa – Tunesië                  | 1 – 1                                     | AK 2015                                   |                                           |                                           |
| 14                                        | 31 januari 2015                           | Tunesië – Equatoriaal-Guinea              | 1 – 2                                     | AK 2015                                   |                                           |                                           |
| 15                                        | 27 maart 2015                             | Japan – Tunesië                           | 2 – 0                                     | Vriendschappelijk                         |                                           |                                           |
| 16                                        | 31 maart 2015                             | China – Tunesië                           | 1 – 1                                     | Vriendschappelijk                         |                                           |                                           |
| 17                                        | 12 juni 2015                              | Tunesië – Djibouti                        | 8 – 1                                     | AK 2017 kwalificatie                      | 37'                                       |                                           |
| 18                                        | 9 oktober 2015                            | Tunesië – Gabon                           | 3 – 3                                     | Vriendschappelijk                         |                                           |                                           |
| 19                                        | 13 november 2015                          | Mauritanië – Tunesië                      | 1 – 2                                     | WK 2018 kwalificatie                      |                                           |                                           |
| 20                                        | 17 november 2015                          | Tunesië – Mauritanië                      | 2 – 1                                     | WK 2018 kwalificatie                      |                                           |                                           |
| 21                                        | 25 maart 2016                             | Tunesië – Togo                            | 1 – 0                                     | AK 2017 kwalificatie                      |                                           |                                           |
| 22                                        | 29 maart 2016                             | Togo – Tunesië                            | 0 – 0                                     | AK 2017 kwalificatie                      |                                           |                                           |
| 23                                        | 3 juni 2016                               | Djibouti – Tunesië                        | 0 – 3                                     | AK 2017 kwalificatie                      |                                           |                                           |
| Als speler bij Espérance Tunis            |                                           |                                           |                                           |                                           |                                           |                                           |
| 24                                        | 4 september 2016                          | Tunesië – Liberia                         | 4 – 1                                     | AK 2017 kwalificatie                      |                                           |                                           |
| 25                                        | 11 november 2016                          | Libanon – Tunesië                         | 0 – 1                                     | WK 2018 kwalificatie                      |                                           |                                           |
| 26                                        | 4 januari 2017                            | Tunesië – Oeganda                         | 2 – 0                                     | Vriendschappelijk                         |                                           |                                           |
| 27                                        | 8 januari 2017                            | Egypte – Tunesië                          | 1 – 0                                     | Vriendschappelijk                         |                                           |                                           |
| 28                                        | 15 januari 2017                           | Tunesië – Senegal                         | 0 – 2                                     | AK 2017                                   |                                           |                                           |
| 29                                        | 19 januari 2017                           | Algerije – Tunesië                        | 1 – 2                                     | AK 2017                                   |                                           |                                           |
| 30                                        | 23 januari 2017                           | Zimbabwe – Tunesië                        | 2 – 4                                     | AK 2017                                   |                                           |                                           |
| 31                                        | 28 januari 2017                           | Burkina Faso – Tunesië                    | 2 – 0                                     | AK 2017                                   |                                           |                                           |
| 32                                        | 12 juni 2017                              | Tunesië – Egypte                          | 1 – 0                                     | AK 2019 kwalificatie                      |                                           |                                           |
| 33                                        | 5 september 2017                          | Congo-Kinshasa – Tunesië                  | 2 – 2                                     | WK 2018 kwalificatie                      |                                           |                                           |
| 34                                        | 7 oktober 2017                            | Guinee – Tunesië                          | 1 – 4                                     | WK 2018 kwalificatie                      |                                           |                                           |
| 35                                        | 11 november 2017                          | Tunesië – Libanon                         | 0 – 0                                     | WK 2018 kwalificatie                      |                                           |                                           |
| Als speler bij Al-Nassr                   |                                           |                                           |                                           |                                           |                                           |                                           |
| 36                                        | 23 maart 2018                             | Tunesië – Iran                            | 1 – 0                                     | Vriendschappelijk                         |                                           |                                           |
| 37                                        | 27 maart 2018                             | Tunesië – Costa Rica                      | 1 – 0                                     | Vriendschappelijk                         |                                           |                                           |
| 38                                        | 28 mei 2018                               | Portugal – Tunesië                        | 2 – 2                                     | Vriendschappelijk                         |                                           |                                           |
| 39                                        | 1 juni 2018                               | Turkije – Tunesië                         | 2 – 2                                     | Vriendschappelijk                         | 79'                                       |                                           |
| 40                                        | 9 juni 2018                               | Spanje – Tunesië                          | 1 – 0                                     | Vriendschappelijk                         |                                           |                                           |
| 41                                        | 18 juni 2018                              | Tunesië – Engeland                        | 1 – 2                                     | WK 2018                                   | 35'                                       |                                           |
| 42                                        | 23 juni 2018                              | België – Tunesië                          | 5 – 2                                     | WK 2018                                   |                                           |                                           |
| 43                                        | 28 juni 2018                              | Panama – Tunesië                          | 1 – 2                                     | WK 2018                                   |                                           |                                           |
| Als speler bij Al-Zamalek                 |                                           |                                           |                                           |                                           |                                           |                                           |
| 44                                        | 16 november 2018                          | Egypte – Tunesië                          | 3 – 2                                     | AK 2019 kwalificatie                      |                                           |                                           |
| 45                                        | 20 november 2018                          | Tunesië – Marokko                         | 0 – 1                                     | Vriendschappelijk                         |                                           |                                           |
| 46                                        | 26 maart 2019                             | Algerije – Tunesië                        | 1 – 0                                     | Vriendschappelijk                         |                                           |                                           |
| 47                                        | 11 juni 2019                              | Kroatië – Tunesië                         | 1 – 2                                     | Vriendschappelijk                         |                                           |                                           |
| 48                                        | 17 juni 2019                              | Tunesië – Burkina Faso                    | 2 – 1                                     | Vriendschappelijk                         |                                           |                                           |
| 49                                        | 24 juni 2019                              | Tunesië – Angola                          | 1 – 1                                     | AK 2019                                   |                                           |                                           |
| 50                                        | 8 juli 2019                               | Ghana – Tunesië                           | 1 – 1                                     | AK 2019                                   |                                           |                                           |
| 51                                        | 11 juli 2019                              | Madagaskar – Tunesië                      | 0 – 3                                     | AK 2019                                   | 52'                                       |                                           |
| 52                                        | 14 juli 2019                              | Senegal – Tunesië                         | 1 – 0                                     | AK 2019                                   |                                           |                                           |
| 53                                        | 17 juli 2019                              | Tunesië – Nigeria                         | 0 – 1                                     | AK 2019                                   |                                           |                                           |
| 54                                        | 12 oktober 2019                           | Tunesië – Kameroen                        | 0 – 0                                     | Vriendschappelijk                         |                                           |                                           |
| 55                                        | 15 november 2019                          | Tunesië – Libië                           | 4 – 1                                     | AK 2021 kwalificatie                      |                                           |                                           |
| 56                                        | 19 november 2019                          | Equatoriaal-Guinea – Tunesië              | 0 – 1                                     | AK 2021 kwalificatie                      |                                           |                                           |
| 57                                        | 13 november 2020                          | Tunesië – Tanzania                        | 1 – 0                                     | AK 2021 kwalificatie                      |                                           |                                           |
| 58                                        | 17 november 2020                          | Tanzania – Tunesië                        | 1 – 1                                     | AK 2021 kwalificatie                      |                                           |                                           |
| 59                                        | 28 maart 2021                             | Tunesië – Equatoriaal-Guinea              | 2 – 1                                     | AK 2021 kwalificatie                      |                                           |                                           |
| 60                                        | 5 juni 2021                               | Tunesië – Congo-Kinshasa                  | 1 – 0                                     | Vriendschappelijk                         |                                           |                                           |
| Als speler bij Al-Duhail                  |                                           |                                           |                                           |                                           |                                           |                                           |
| 61                                        | 3 september 2021                          | Tunesië – Equatoriaal-Guinea              | 3 – 0                                     | WK 2022 kwalificatie                      |                                           |                                           |
| 62                                        | 7 september 2021                          | Zambia – Tunesië                          | 0 – 2                                     | WK 2022 kwalificatie                      |                                           |                                           |
| 63                                        | 10 oktober 2021                           | Mauritanië – Tunesië                      | 0 – 0                                     | WK 2022 kwalificatie                      |                                           |                                           |
| 64                                        | 13 november 2021                          | Equatoriaal-Guinea – Tunesië              | 1 – 0                                     | WK 2022 kwalificatie                      |                                           |                                           |
| 65                                        | 16 november 2021                          | Tunesië – Zambia                          | 3 – 1                                     | WK 2022 kwalificatie                      |                                           |                                           |
| 66                                        | 30 november 2021                          | Tunesië – Mauritanië                      | 5 – 1                                     | Arab Cup 2021                             |                                           |                                           |
| 67                                        | 3 december 2021                           | Syrië – Tunesië                           | 2 – 0                                     | Arab Cup 2021                             |                                           |                                           |
| 68                                        | 6 december 2021                           | Tunesië – Verenigde Arabische Emiraten    | 1 – 0                                     | Arab Cup 2021                             |                                           |                                           |
| 69                                        | 10 december 2021                          | Tunesië – Oman                            | 2 – 1                                     | Arab Cup 2021                             |                                           |                                           |
| 70                                        | 15 december 2021                          | Tunesië – Egypte                          | 1 – 0                                     | Arab Cup 2021                             |                                           |                                           |
| 71                                        | 18 december 2021                          | Tunesië – Algerije                        | 0 – 2 n.v.                                | Arab Cup 2021                             |                                           |                                           |
| 72                                        | 2 juni 2022                               | Tunesië – Equatoriaal-Guinea              | 4 – 0                                     | AK 2023 kwalificatie                      |                                           |                                           |
| 73                                        | 5 juni 2022                               | Botswana – Tunesië                        | 0 – 0                                     | AK 2023 kwalificatie                      |                                           |                                           |
| 74                                        | 10 juni 2022                              | Chili – Tunesië                           | 0 – 2                                     | Vriendschappelijk                         |                                           |                                           |
| 75                                        | 14 juni 2022                              | Japan – Tunesië                           | 0 – 3                                     | Vriendschappelijk                         | 76'                                       |                                           |
| 76                                        | 22 september 2022                         | Tunesië – Comoren                         | 1 – 0                                     | Vriendschappelijk                         |                                           |                                           |
| 77                                        | 22 november 2022                          | Denemarken – Tunesië                      | 0 – 0                                     | WK 2022                                   |                                           |                                           |
| 78                                        | 26 november 2022                          | Tunesië – Australië                       | 0 – 1                                     | WK 2022                                   |                                           |                                           |
| Als speler bij Al-Gharafa                 |                                           |                                           |                                           |                                           |                                           |                                           |
| 79                                        | 21 november 2023                          | Malawi – Tunesië                          | 0 – 1                                     | WK 2026 kwalificatie                      |                                           |                                           |
| 80                                        | 5 september 2024                          | Tunesië – Madagaskar                      | 1 – 0                                     | AK 2025 kwalificatie                      | 90+8'                                     |                                           |
| 81                                        | 8 september 2024                          | Gambia – Tunesië                          | 1 – 2                                     | AK 2025 kwalificatie                      |                                           |                                           |
| 82                                        | 11 oktober 2024                           | Tunesië – Comoren                         | 0 – 1                                     | AK 2025 kwalificatie                      |                                           |                                           |
| 83                                        | 14 oktober 2024                           | Comoren – Tunesië                         | 1 – 1                                     | AK 2025 kwalificatie                      |                                           |                                           |
| 84                                        | 19 maart 2025                             | Libanon – Tunesië                         | 0 – 1                                     | WK 2026 kwalificatie                      |                                           |                                           |
| 85                                        | 24 maart 2025                             | Tunesië – Malawi                          | 2 – 0                                     | WK 2026 kwalificatie                      |                                           |                                           |

Bijgewerkt op 22 juli 2025.

## Erelijst
| Competitie      |            |            |            |            |
| Competitie      | Aantal     | Jaren      |            |            |
| CS Sfaxien      | CS Sfaxien | CS Sfaxien | CS Sfaxien | CS Sfaxien |
| --------------- | ---------- | ---------- | ---------- | ---------- |
| Ligue I Pro     | 1          | 2012/13    |            |            |
| Espérance Tunis |            |            |            |            |
| Ligue I Pro     | 1          | 2016/17    |            |            |
| Al-Duhail       |            |            |            |            |
| Stars League    | 1          | 2022/23    |            |            |